# جليب عليان (الرقة)
جليب عليان قرية سورية تتبع ناحية عين عيسى في منطقة تل ابيض في محافظة الرقة. بلغ عدد سكانها 127 نسمة في عام 2004 حسب إحصاء المكتب المركزي للإحصاء.